# Häusler
Als Häusler (auch Häuselmann, Eigenkätner, Kathenleute, Büdner bzw. Bödner, Brinksitzer, Instleute, Hüttner fränkisch und in der Oberpfalz Köbler, oberdeutsch Pointler oder Söldner, amtsdeutsch Kolonisten oder Kleinstellenbesitzer) bezeichnete man früher Kleinstbauern mit eigenem Haus, aber nur wenig Grundbesitz. Der Begriff der sogenannten Freihäusler bildete sich um 1652 für den Besitz schlesischer Weber heraus, die nur das Haus besaßen und eventuell noch einen Grasgarten für ein Haustier, also wenig Landbesitz. Sie mussten nur einige Tage oder Wochen Fronarbeit leisten und zahlten nur Grundzins. Das Wort kommt von mittelhochdeutsch hiuseler zu ‚Haus‘.

## Lebenssituation

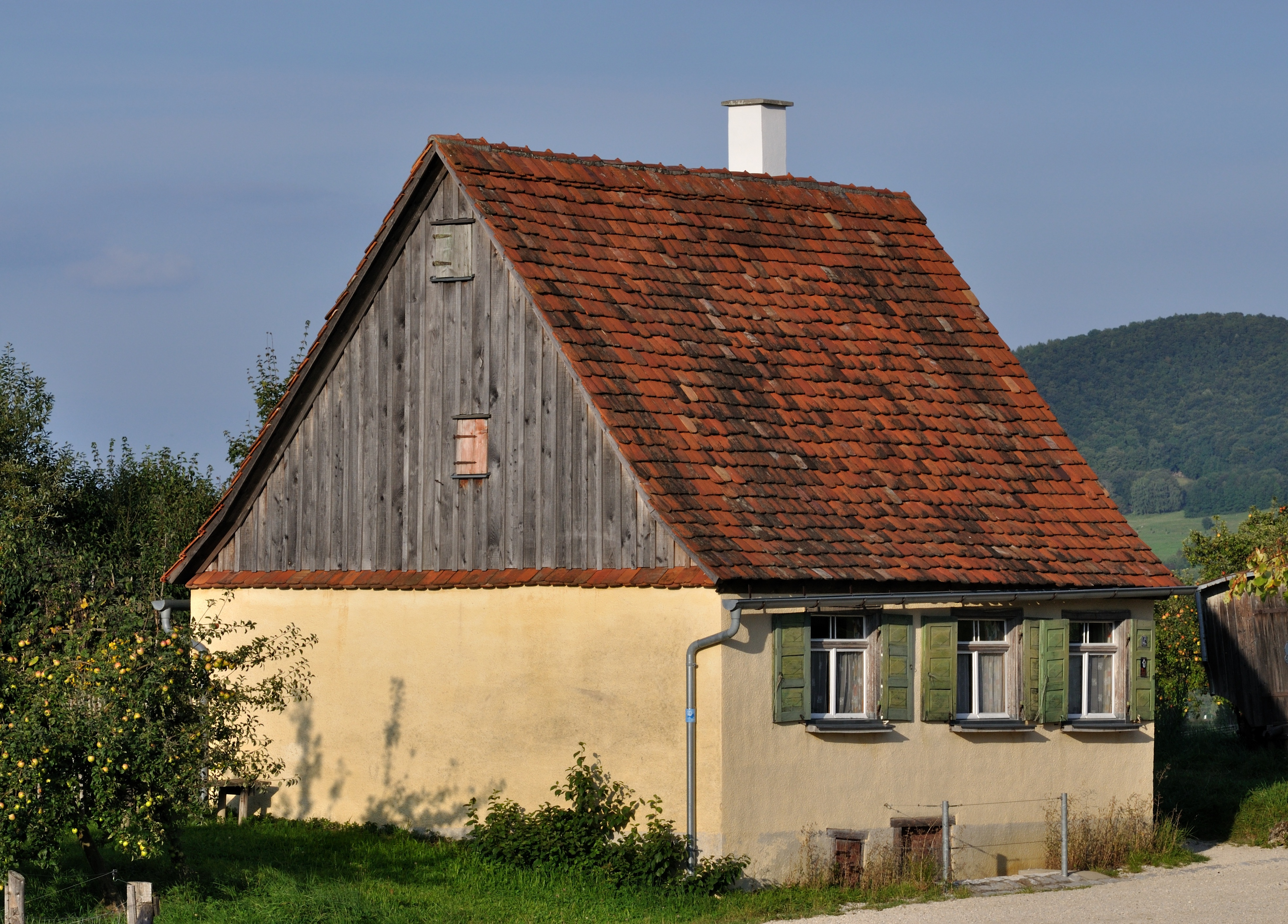
Ehemaliges Tagelöhnerhaus in Weidenstetten, Alb-Donau-Kreis

Die aus dem Feudalismus stammende Bezeichnung Häusler kennzeichnet die Besitzer kleinster Anwesen. Es waren Dorfbewohner, die ein kleines Haus und dazu kein oder nur wenig eigenes Land besaßen (unter zehn Joch Feld, also weniger als ein Viertelbauer) sowie nur über wenig oder gar kein Vieh, insbesondere kein Pferd oder einen Arbeitsochsen, verfügten.
Häusler traten in größerer Zahl ab dem 16. Jahrhundert auf. Die dörfliche Gemarkung war zu dieser Zeit bereits weitgehend unter Hufnern und Gärtnern aufgeteilt. Für die Häusler blieben so oft nur Erwerbsmöglichkeiten als Kleinhandwerker, Dienstboten, Tagelöhner, Schulmeister oder Hirten übrig. Trotzdem bedeutete für sie der Hauserwerb einen sozialen Aufstieg innerhalb des Dorfes.
Aufgrund der schwachen sozialen Stellung wurden die Häusler in den meisten Gebieten überproportional mit Abgaben, insbesondere Steuern, des Landesherren belastet.
Häusler waren im 19. Jahrhundert eine Übergangsform zum Tagelöhner bei den jeweiligen Grundherren und waren auf diesen Nebenerwerb angewiesen, da der eigene landwirtschaftliche Besitz nicht zum Lebensunterhalt ausreichte. Dennoch galten sie als freie Arbeiter im Gegensatz zu den Leibeigenen, standen aber im Regelfall am Rande oder außerhalb der von den Hufnern geprägten Dorfgemeinschaft. Entsprechend wurden Brinksitzereien auch am Rande der Marken gegründet, waren jedoch mit kaum nennenswertem Landbesitz ausgestattet und ohne Markberechtigung.
Sie standen auf derselben Stufe wie die regional Wördener und Kirchhöfer genannten Siedler.